# Hovârla, Rahău
Hovârla (în ucraineană Говерла, transliterat: Hoverla) este un sat în comuna Luhî din raionul Rahău, regiunea Transcarpatia, Ucraina.

## Demografie
Componența lingvistică a localității Hovârla
     Ucraineană (99,21%)
     Alte limbi (0,79%)
Conform recensământului din 2001, majoritatea populației localității Hovârla era vorbitoare de ucraineană (99,21%), existând în minoritate și vorbitori de alte limbi.